# Boom Boom
A Boom Boom (magyarul: Bumm bumm) Emmy örmény énekesnő dala, mellyel Örményországot képviselte a 2011-es Eurovíziós Dalfesztiválon Düsseldorfban. A dal 2011. március 5-én, az örmény dalválasztó műsorban, az Evratesilben megszerzett győzelemmel érdemelte ki a dalversenyen való indulás jogát.

## Eurovíziós Dalfesztivál
2010. december 1-én az Örmény Közszolgálati Televízió bejelentette, hogy Emmyt választották ki, hogy képviselje Örményországot a következő Eurovíziós Dalfesztiválon. A március 5-én rendezett dalválasztó műsorban a zsűri és a nézők szavazatai alapján a Boom Boom című dal kapta a legtöbb szavazatot, így ez a szerzemény képviselhette Örményországot.
Az Eurovíziós Dalfesztiválon a dalt először a május 10-én rendezett első elődöntőben adta elő fellépési sorrend szerint negyedikként az Albániát képviselő Aurela Gaçe Feel the Passion című dala után és a Törökországot képviselő Yüksek Sadakat Live It Up című dala előtt. Az elődöntőben a nézői szavazatok és a nemzetközi zsűrik pontjai alapján nem került be a dal a május 14-én megrendezésre került döntőbe. Összesítésben 54 ponttal a tizenkettedik helyen végzett.
A következő örmény induló Dorians Lonely Planet című dala volt a 2013-as Eurovíziós Dalfesztiválon.

### Kapott pontok
Első elődöntő
| Össz | Szavazó országok | Szavazó országok | Szavazó országok | Szavazó országok | Szavazó országok | Szavazó országok | Szavazó országok | Szavazó országok | Szavazó országok | Szavazó országok | Szavazó országok | Szavazó országok | Szavazó országok | Szavazó országok | Szavazó országok | Szavazó országok | Szavazó országok | Szavazó országok | Szavazó országok | Szavazó országok   | Szavazó országok |
| Össz | Lengyelország    | Norvégia         | Albánia          | Törökország      | Szerbia          | Oroszország      | Svájc            | Grúzia           | Finnország       | Málta            | San Marino       | Horvátország     | Izland           | Magyarország     | Portugália       | Litvánia         | Azerbajdzsán     | Görögország      | Spanyolország    | Egyesült Királyság |                  |
| ---- | ---------------- | ---------------- | ---------------- | ---------------- | ---------------- | ---------------- | ---------------- | ---------------- | ---------------- | ---------------- | ---------------- | ---------------- | ---------------- | ---------------- | ---------------- | ---------------- | ---------------- | ---------------- | ---------------- | ------------------ | ---------------- |
| 54   | 2                |                  |                  | 7                |                  | 8                |                  | 8                |                  | 7                | 7                |                  | 4                |                  |                  |                  |                  | 8                | 3                |                    |                  |

## Dalszöveg
| Boom Boom Chucka chucka Your kisses like a like a Boom Boom Chucka chucka Your love is like a like a I wanna say that one thing is true I'm in love with you – A dal refrénje | Bumm-bumm Csaka-csaka A csókod mint a, mint a Bumm-bumm Csaka-csaka A szereteted mint a, mint a Egy dolgot szeretnék mondani, ami igaz Szerelmes vagyok beléd – A dal refrénje magyarul |